# Eugenio de Ochoa
Eugenio de Ochoa y Montel (Lezo o Bayona (Francia), 19 de abril de 1815-29 de febrero de 1872, Madrid) fue un escritor, crítico, bibliógrafo, editor y traductor español.

## Biografía
Aunque se dice que nació en Lezo, provincia de Guipúzcoa, la verdad es que fue en Bayona a causa de los avatares que vivieron su padre y su madre en la guerra napoleónica como exiliados. Fue hijo natural del militar José Cristóbal de Ochoa y Vílchez (nacido en La Guardia de Jaén) y Agustina Francisca de Montel, natural de San Sebastián, y, aunque en su partida de bautismo figura como descendiente de José Cristóbal de Ochoa, se ha creído desde antiguo que fue hijo natural de un famoso periodista, escritor y erudito, el abate Sebastián de Miñano, con quien se crio en la casa materna de Bayona (Francia), y del que redactó una biografía para el Museo de las Familias, XVII, 1859. Así lo cree también el gran estudioso de Miñano, Claude Morange. Tuvo un hermano, militar de profesión y también escritor que se llamaba José Augusto de Ochoa y Montel, escritor romántico que redactó sus obras con una técnica admirable, como las novelas «El huérfano de Almoguer», y «Don Beltrán» recopilaciones de leyendas medievales, y la última muy relacionada con las de La Guardia (Jaén), localidad a la que pertenecía su familia y por la que sentía un enorme cariño, basando sus obras en describir la vida de sus gentes.
Se educó Eugenio entre 1821 y 1825 con el erudito poeta del prerromanticismo Alberto Lista (1775-1848) y estudió luego en la Escuela de Artes y Oficios de París (1828-1834) con el propósito de dedicarse a la pintura, pero abandonó esa carrera por enfermedad. Allí asistió al estreno de Anthony de Alejandro Dumas, primera obra en que se reclamó la presencia del autor, costumbre introducida luego por él en España, y conoció a Leandro Fernández de Moratín y a Manuel Godoy. En la capital francesa residiría luego intermitentemente.
Cuando regresó a Madrid fue nombrado bibliotecario segundo de la Biblioteca Nacional de Madrid, en cuyo puesto solo permaneció hasta 1845, año en que fue trasladado de jefe político a Huesca. Dos años después, en 1847, fue administrador de la Imprenta Nacional, y ascendió posteriormente a oficial del Ministerio de la Gobernación y, tras la escisión del mismo, del Ministerio del Comercio, Instrucción y Obras Públicas.
Volvió a España en 1834, entrando a trabajar en la redacción de la Gaceta de Madrid, de la que era director Lista. Posteriormente en Madrid fue el joven editor responsable de la primera época de la revista El Artista, que circuló semanalmente entre junio de 1835 y abril de 1836 y se constituyó en el órgano de propagación de los ideales del Romanticismo, a imitación de la revista francesa L'Artiste. Un segundo editor y amigo de la infancia, que se ocupaba también de la parte gráfica de la revista, fue el pintor Federico de Madrazo (1815-1894), y se convertirá en 1835 en su cuñado al casarse con su hermana Carlota Madrazo.
Volvió de nuevo a París en 1837 para dirigir la famosa Colección de los mejores autores españoles antiguos y modernos editada por Baudry. De regreso a España en 1844, fue elegido académico de la lengua e ingresó en 1847. Empieza a colaborar activamente en los periódicos madrileños; entabla amistad con Cecilia Böhl de Faber y hace una crítica entusiasta de su novela La gaviota. Fue nombrado consejero de Estado, y en 1854 tuvo que emigrar a Portugal y luego a Inglaterra tras la Vicalvarada, por evidentes razones políticas. En su juventud había sido un acérrimo romántico y enemigo de los neoclásicos o "clasiquistas"; en su madurez se moderó bastante y se comprometió con la causa monárquica y el catolicismo más conservador de su época. Fue condecorado con las Cruces de Carlos III, Isabel la Católica y la Legión de Honor francesa. Pertenecía desde 1844 a la Real Academia de la Lengua Española, y fue después admitido en el seno de la de la Real Academia de la Historia. Es más, obtuvo los honores de secretario de Su Majestad y ejerció el cargo de censor de teatros, así como el de director de Instrucción pública. Fue asimism diputado a Cortes. En 1854 la reina Isabel II le honró con el nombramiento de gentilhombre de cámara con ejercicio.

## Obra

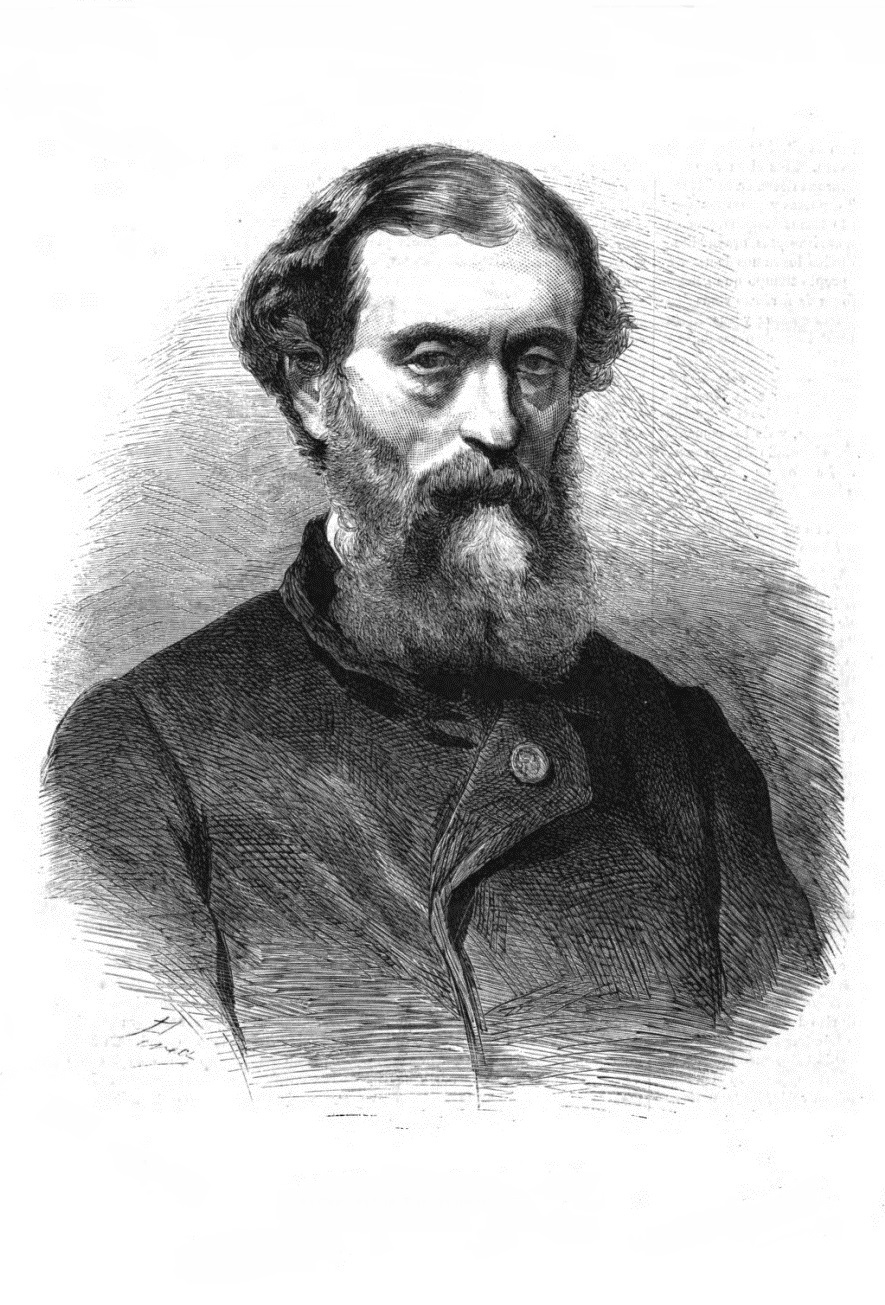
Retrato de Eugenio Ochoa publicado en La Ilustración de Madrid.

Tradujo del latín las Obras completas de Virgilio y del francés varias obras de George Sand; entre las traducciones técnicas que hizo destacan el Manual con que Daguerre divulgó su método fotográfico en 1839 y el Tratado elemental de física de A. Privat Deschanel (1872). Como escritor costumbrista, Eugenio de Ochoa publicó dos cuadros de costumbres, "El Emigrado" y "El español fuera de España" dentro del famoso volumen colectivo Los Españoles pintados por sí mismos. Concluye que la emigración es buena en tanto que permite que pueblos diferentes puedan conocerse y entenderse; y, en el segundo, que hay tres tipos de españoles: el patriota, para quien todo lo extranjero es malo; el cosmopolita, que opina lo contrario y detesta lo español; y el sensato, que sabe seleccionar lo bueno de ambos mundos.
Fue un excelente narrador, al que se le nota familiarizado con Honoré Balzac y con Hoffmann, de quien fue el primer traductor español (1837). A este debe quizá el escribir cuentos de misterio como Luisa o El castillo del espectro. Los temas románticos del incesto y del suicidio aparecen en Stephen. Zenobia alude al problema político de Polonia. Un caso raro trata sobre las leyendas de venta del alma al diablo. Escribió además la novela histórica El auto de fe (1837) sobre Felipe II y su hijo don Carlos, donde abundan las escenas melodramáticas y se muestran con tintes sombríos tanto el monarca como la Inquisición, y la novela Los guerrilleros (1855), que tiene por argumento las guerras carlistas durante 1835 y contiene buenos cuadros de costumbres.
Para el teatro compuso Incertidumbre y amor (1835), drama de pasiones encendidas, Un día y un año (1835), que encierra un mensaje de tolerancia entre liberales y absolutistas, y el drama Un día de 1823. Reunió parte de sus poesías en Ecos del alma (1841), donde aparece clara su evolución desde el Neoclasicismo hasta el Romanticismo. El contenido es variado: filosófico, amoroso, descriptivo, político y narrativo; no faltan los romances moriscos y aparecen poemas sobre el buen salvaje en composiciones como "La americana" o "La patria cabaña".
Como crítico y erudito expuso sus opiniones en numerosos artículos y en sus libros París, Londres y Madrid (1861) y Miscelánea de literatura, viajes y novelas (1867). Como crítico teatral no supo apreciar a José Zorrilla, cuyas obras dramáticas denostó. Sobre la novela publicó su artículo "Estudios literarios. De la novela en España" en 1848. 
Como editor publicó el Don Quijote con notas, el Tesoro del teatro español desde su origen (año de 1356) hasta nuestros días (1838) dentro de la ya citada Colección de Baudry, en París; el Tesoro de los cancioneros y romanceros españoles (1838), Rimas inéditas del siglo XV, Orígenes del teatro español, Teatro escogido de Pedro Calderón de la Barca, Teatro escogido de Lope de Vega, Teatro escogido desde el siglo XVIII a nuestros días y todo tipo de antologías de místicos, prosistas, historiadores, etc. También hizo varias ediciones para Manuel Rivadeneyra y su Biblioteca de Autores Españoles, en particular de epistolarios antiguos, y se encargó de la parte concerniente a Historia de la literatura española en la Enciclopedia moderna del editor Francisco de Paula Mellado.
Como bibliógrafo destacan sus Apuntes para una biblioteca de escritores españoles contemporáneos en prosa y verso (1840), importante trabajo biobibliográfico con noticias de primera mano, y Catálogo razonado de los manuscritos españoles existentes en la Biblioteca Real de París (1844).